# Kapfenberg
Kapfenberg ([ˈkapfənbɛʁk]) là một thành phố thuộc Huyện Bruck-Mürzzuschlag của bang Styria, Áo. Thành phố nằm trong thung lũng sông Mürz ở miền trung Áo. Với dân số ước tính 22.080 người vào năm 2024, đây là thành phố lớn thứ ba của Styria. Lâu đài Oberkapfenberg từ thế kỷ 13 là nơi tổ chức lễ hội Ritterfest ("lễ hội hiệp sĩ") thường niên.  

## Địa lý
Kapfenberg là một thành phố thuộc Huyện Bruck-Mürzzuschlag của bang Styria, Áo. Thành phố nằm trong thung lũng sông Mürz gần dãy núi Đông Alps. Thành phố bao gồm 15 khu định cư, trong đó lớn nhất là Hafendorf.
Lâu đài Oberkapfenberg gần thị trấn được xây dựng vào thế kỷ 12 bởi các lãnh chúa Stubenberg và mở rộng vào thế kỷ 15. Lâu đài rơi vào tình trạng xuống cấp trong thế kỷ 17 trước khi được trùng tu vào thế kỷ 19. Năm 1992, lâu đài được chính quyền thành phố Kapfenberg mua lại và hiện là nơi tổ chức lễ hội Ritterfest ("lễ hội hiệp sĩ") hằng năm.

## Nhân khẩu học
Với dân số ước tính 22.080 người vào năm 2024, Kapfenberg là thành phố lớn thứ ba của Styria. Dân số bao gồm 10.901 nam và 11.179 nữ, trong đó 3.405 người (15,4%) dưới 17 tuổi. Ngoài người Áo, chiếm gần 78% dân số, thị trấn còn có một bộ phận đáng kể dân nhập cư, chủ yếu đến từ Thụy Sĩ.
Thị trấn là trung tâm sản xuất thép lớn, với nhà máy thép không gỉ do hãng voestalpine vận hành có công suất hằng năm 205.000 tấn.

## Thể thao
Sân vận động Franz Fekete là một sân bóng đá có sức chứa 12.000 chỗ ngồi tại thành phố. Khánh thành năm 1950, đây là sân nhà của câu lạc bộ Kapfenberger SV thi đấu ở Bundesliga Áo. Thành lập năm 1976, Kapfenberg Bulls là một đội bóng thi đấu tại Österreichische Basketball Bundesliga, giải bóng rổ chuyên nghiệp cao nhất của Áo. Năm 1970, Kapfenberg đăng cai Giải vô địch cờ vua đồng đội châu Âu, giải đấu mà Liên Xô giành chức vô địch.

## Nhân vật nổi bật
- Ernst Kovacic (sinh 1943), nghệ sĩ vĩ cầm và nhạc trưởng[15]
- Melitta Breznik (sinh 1961), bác sĩ và nhà văn[16]
- Peter Nehr (sinh 1952), chính trị gia Mỹ[17]
- Peter Pilz (sinh 1954), chính trị gia[18]
- Ruth Feldgrill-Zankel (sinh 1942), chính trị gia[19]
- Ulrike Diebold (sinh 1961), nhà vật lý và khoa học vật liệu[20]